# Ulrich Trapp

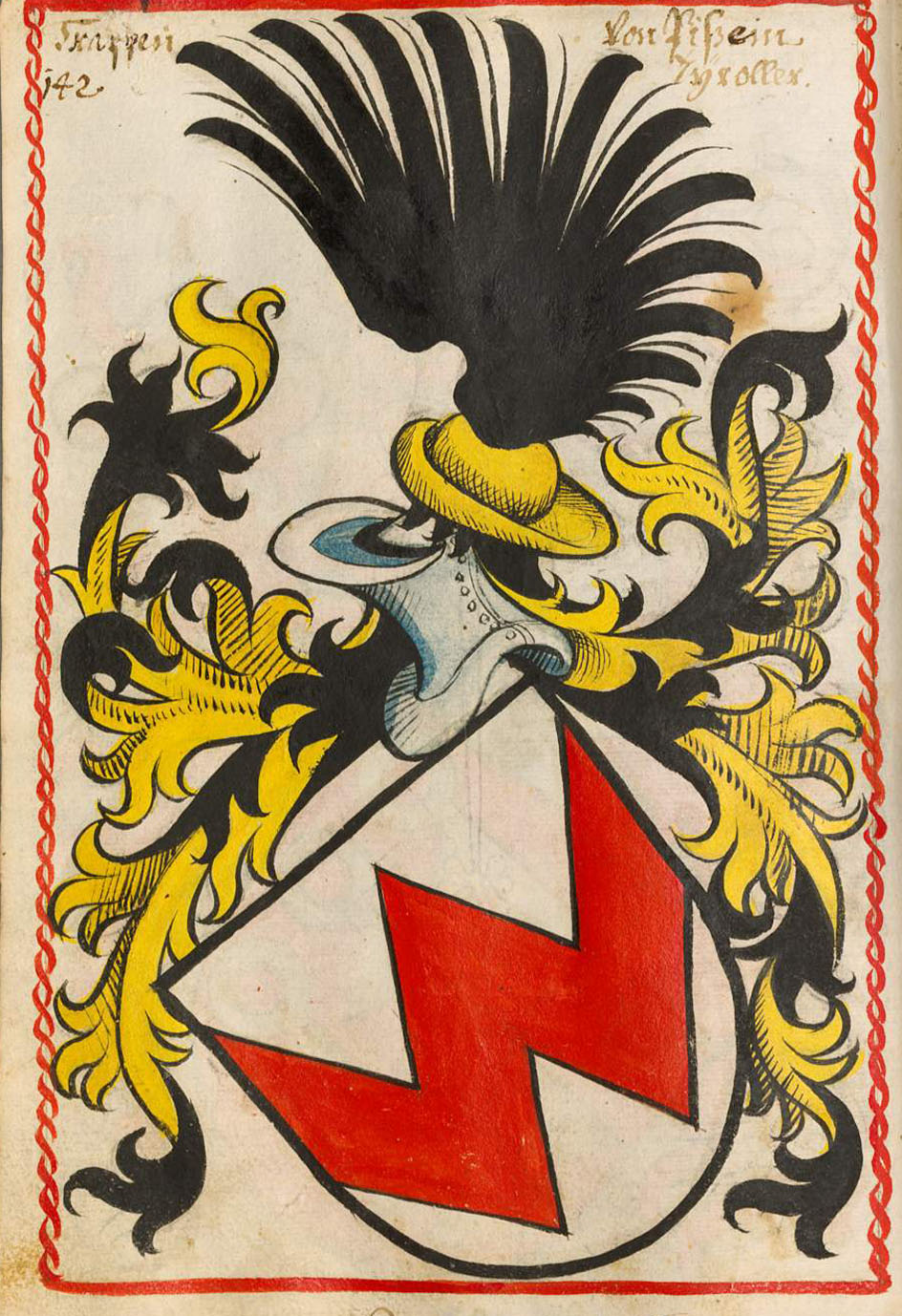
Stammwappen der Trapp

Ulrich Trapp († 16. Dezember 1415) war Kanoniker und von 1382 bis 1415 Probst der Benediktinerabtei Seckau.

## Leben
Er stammte aus dem ursprünglich steirischen, später tirolischen Adelsgeschlecht Trapp. Sein Vater war der 1333 erwähnte Stammvater Friedrich I. Trapp und seine Brüder Friedrich II. Trapp, Erhard I. Trapp, beide Burggrafen sowie Jakob I. Trapp, die nachweislich in die Ritterschaft aufstiegen. Ulrich Trapp soll sich zunächst in jungen Jahren als Soldat im Kriegsdienst verdient gemacht haben, schlug dann aber die geistliche Laufbahn ein. Nach einem Studium der Theologie empfing er die Priesterweihe und trat anschließend als Mönch in die Benediktinerabtei Sekau ein. 1382 wählte ihn sein Orden zum Probst. Nachdem der Bischof Johannes von Neuberg die Wahl in Zweifel zog, ließ der Bischof von Gurk eine Untersuchungskommission einsetzten, die ihn schließlich in seinem Amt bestätigte. Während seiner 34-jährigen Amtszeit sanierte er die Klosterfinanzen, zahlte Schulden zurück, vermehrte die Einkünfte des Stiftes und ließ die verfallene Klosterbasilika in Stand setzen. Wegen seines Führungsstils und Amtsanmaßung verurteilte man ihn 1394 zu einer Geldstrafe. 1401 wurde ihm auch das Amt des örtlichen Archidiakons übertragen. Über ihn ist außerdem bekannt, dass er ein großer Anhänger der Musik war. Im Jahr 1415 ernannte ihn Herzog Ernst der Eiserne zu seinem persönlichen Kaplan. Er konnte diese Funktion nicht mehr lange ausüben, da er noch im Winter dieses Jahres starb.